# ツンドラ土
ツンドラ土とは、ツンドラ気候と亜寒帯冬季少雨気候の一部の永久凍土層の上にある強酸性を示す土。
ツンドラ気候は最暖月平均気温が0〜10℃のため微生物は生息せず、土壌は分解されずに炭化される。強酸性なため農業はできない。地衣類や蘚苔類が地表部に生えることはできる。
主な都市はバロー(米アラスカ)、ディクソン・ハバロフスク・イルクーツク(ロシア)、アンマサリク(グリーンランド)、平壌(北朝鮮)。
農業による経済発展が不可能であるため、都市はどれも新しいもの、原住民の集落が発展したもののどちらかである。